# Syrrhopodon graminifolius
Syrrhopodon graminifolius är en bladmossart som beskrevs av Ferdinand François Gabriel Renauld och Cardot in Renauld 1891. Syrrhopodon graminifolius ingår i släktet Syrrhopodon och familjen Calymperaceae. Inga underarter finns listade i Catalogue of Life.